# Cyanocompsa cyanoides
Cyanocompsa cyanoides là một loài chim trong họ Cardinalidae.